# Umeritvena transformacija
V matematiki se z umeritvijo označi določeno prostostno stopnjo znotraj teorije, ki ne vpliva na opazovanje.
Umeritvena transformacija je tako transformacija te prostostne stopnje, ki ne spremeni nobenih opazljivih fizikalnih značilnosti.